# Goba
Goba es una ciudad situada en la Zona Bale de la Región de Oromía.

## Historia
Goba fue la capital de la Provincia de Bale, hasta que la subdivisión en provincias fue abolida por la Constitución de Etiopía de 1995.

## Demografía
El censo nacional de 2007 registró una población total de 32.025, de los cuales 15.182 eran hombres y 16.843 eran mujeres; el 6,13 % de su población vive en zonas urbanas. El 69,84 % de la población declaró que practicaba el Cristianismo Ortodoxo Etíope, mientras que 23,12 % de la población se declaró musulmana y el 5,84 % protestante.